# Calophyllum trachycaule
Calophyllum trachycaule är en tvåhjärtbladig växtart som beskrevs av Carl Karl Adolf Georg Lauterbach. Calophyllum trachycaule ingår i släktet Calophyllum och familjen Calophyllaceae. Inga underarter finns listade i Catalogue of Life.